# تصفيات كأس آسيا للسيدات 2026
ستكون تصفيات كأس آسيا للسيدات 2026 هي البطولة المؤهلة لكأس آسيا للسيدات 2026.
سيتحدد من خلال التصفيات ثمانية منتخبات من أصل اثني عشر منتخبًا مشاركًا في البطولة النهائية التي ستقام في أستراليا. بالإضافة إلى البلد المضيف، تأهلت تلقائيًا المنتخبات الثلاثة الأولى في كأس آسيا للسيدات 2022، وهي الصين، كوريا الجنوبية، واليابان. وقد تقدمت 33 دولة بطلبات للمشاركة في التصفيات.
تعد هذه البطولة أيضًا المرحلة الأولى من تصفيات كأس العالم للسيدات 2027 وكذلك التصفيات المؤهلة لبطولة كرة القدم في الألعاب الأولمبية الصيفية 2028.
ستُقسم المنتخبات إلى ثماني مجموعات، وسيتأهل الفائز بكل مجموعة إلى البطولة النهائية.

## المنتخبات المتأهلة
المنتخبات الـ 12 التالية تأهلت إلى البطولة النهائية:
| المنتخب        | طريقة التأهل       | تاريخ التأهل   | عدد المشاركات في النهائيات | آخر مشاركة | تصنيف الفيفا (ديسمبر 2024) | أفضل إنجاز سابق                                                |
| -------------- | ------------------ | -------------- | -------------------------- | ---------- | -------------------------- | -------------------------------------------------------------- |
| أستراليا       | المضيف             | 15 مايو 2024   | السابعة                    | 2022       | 15                         | البطلات (2010)                                                 |
| الصين          | بطلات 2022         | 18 ديسمبر 2024 | 16                         | 2022       | 17                         | البطلات (1986، 1989، 1991، 1993، 1995، 1997، 1999، 2006، 2022) |
| كوريا الجنوبية | وصيف 2022          | 18 ديسمبر 2024 | 14                         | 2022       | 20                         | الوصيف (2022)                                                  |
| اليابان        | المركز الثالث 2022 | 18 ديسمبر 2024 | 18                         | 2022       | 8                          | البطلات (2014، 2018)                                           |

## القرعة
من المقرر إجراء القرعة في 27 مارس 2025 في مقر الاتحاد الآسيوي لكرة القدم في كوالالمبور.
لأول مرة في تاريخ البطولة، ستُصنَّف المنتخبات وفقًا لأحدث تصنيف الفيفا للسيدات وقت القرعة، بدلًا من الاعتماد على أداء المنتخبات في البطولة السابقة وترتيب التصفيات.
في 26 فبراير 2025، أكد الاتحاد الآسيوي أن ثماني اتحادات أبدت رغبتها في استضافة مجموعات التصفيات قبل إجراء القرعة. ستضم التصفيات ثماني مجموعات، إحداها مكونة من خمسة منتخبات، بينما تتألف المجموعات السبع الأخرى من أربعة منتخبات لكل منها.
| تأهلت تلقائيًا إلى البطولة النهائية ولن تشارك في التصفيات | تأهلت تلقائيًا إلى البطولة النهائية ولن تشارك في التصفيات                                                                                       | تأهلت تلقائيًا إلى البطولة النهائية ولن تشارك في التصفيات | تأهلت تلقائيًا إلى البطولة النهائية ولن تشارك في التصفيات | تأهلت تلقائيًا إلى البطولة النهائية ولن تشارك في التصفيات |
| --- | --- | --- | --- | -------------------------------------------------------- |
| 1. أستراليا (16) (بصفتها مستضيفة البطولة النهائية) 2. اليابان (5) 3. الصين (17) 4. كوريا الجنوبية (19)                                                                          | | | |                                                          |
| المنتخبات المشاركة في التصفيات | | | |                                                          |
| الوعاء 1 | الوعاء 2 | الوعاء 3 | الوعاء 4 | الوعاء 5                                                 |
| 1. كوريا الشمالية (9) 2. فيتنام (37) (مستضيف) 3. الفلبين (41) 4. تايبيه الصينية (42) 5. تايلاند (47) (مستضيف) 6. أوزبكستان (50) (مستضيف) 7. ميانمار (55) (مستضيف) 8. إيران (68) | 1. الهند (69) 2. الأردن (74) (مستضيف) 3. هونغ كونغ (80) 4. البحرين (92) 5. إندونيسيا (94) (مستضيف) 6. غوام (96) 7. نيبال (99) 8. ماليزيا (102) | 1. لاوس (108) 2. الإمارات العربية المتحدة (112) 3. كمبوديا (118) (مستضيف) 4. منغوليا (126) 5. لبنان (131) 6. بنغلاديش (133) 7. قرغيزستان (135) 8. فلسطين (136) | 1. سنغافورة (139) 2. تركمانستان (141) 3. طاجيكستان (155) (مستضيف) 4. سريلانكا (158) 5. تيمور الشرقية (159) 6. المالديف (163) 7. السعودية (166) 8. بوتان (171) | 1. العراق (173)                                          |

ملاحظات
- المنتخبات الموضحة بالخط العريض تأهلت إلى البطولة النهائية.
- (مستضيف): مستضيفو مجموعات التصفيات الذين تحددوا قبل إجراء القرعة.

لم تشارك في التصفيات
- باكستان (157)
- سوريا (161)
- ماكاو (175)
- أفغانستان (غير مصنفة)
- الكويت (غير مصنفة)
- قطر (غير مصنفة)
- جزر ماريانا الشمالية (غير متاحة)[ا]
- بروناي[ب]
- عمان[ب]
- اليمن[ب]

1. ↑  اتحاد جزر ماريانا الشمالية لكرة القدم غير تابع للفيفا.
2. 1 2 3  بروناي، عمان، واليمن لا تمتلك منتخبات وطنية للسيدات.